# Московский электроламповый завод
Моско́вский электроламповый завод (МЭЛЗ) — советский 
и российский производитель различных источников света, тугоплавких металлов, электровакуумных, газоразрядных и прочих приборов; основоположник серийного производства ламп накаливания в России.
Старейшее предприятие в советской и российской электронной промышленности, ведущее свою историю с 1906 года.
В советское время МЭЛЗ как предприятие оборонной промышленности, имел кроме открытого названия порядковый номер, затем — п/я 3843, п/я В-2967.
В период наибольшего расцвета (начало 1980-х годов) представлял собой производственное объединение, включающее в себя:
- Московский завод электровакуумных приборов (МЗЭВП) — головное предприятие объединения;
- Московский завод «Хроматрон»;
- Московский завод «Цвет»;
- Московский приборный завод;
- Особое конструкторское бюро «МЭЛЗ» («ОКБ „МЭЛЗ“»);
- Научно-исследовательский институт электронных приборов («НИИЭПР»);
- Воронежский завод электровакуумных приборов;
- Запрудненский завод электровакуумных приборов;
- Завод «Индикатор» в Усмани;
- Вольногорский стекольный завод.

Входил в состав холдинга «Росэлектроника».

## История

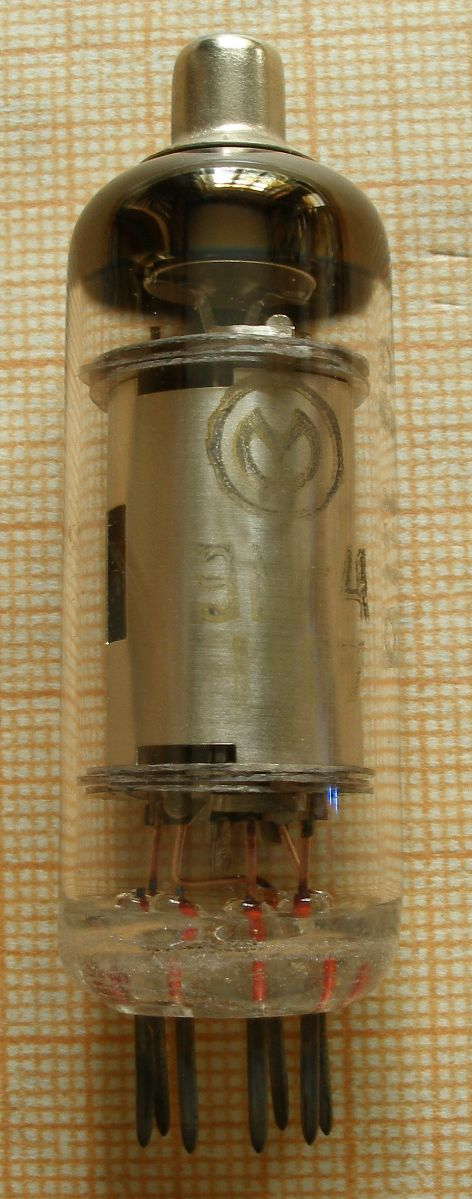
Электрометрическая лампа (тетрод с торированным катодом прямого накала) ЭМ4 для измерения ионизационных токов в дозиметрических приборах, произведена на заводе МЭЛЗ (1967 г.)

В 1906 году инженер Наум Колманок организовал первую электроламповую мастерскую в России; в 1907 году мастерская начала выпускать осветительные электролампы. В 1913 году мастерская объединилась с Кудринской фабрикой электроламп «Свет»; объединенное производство стало акционерным обществом «Русская электрическая лампа».
В 1914 году рижское акционерное общество «Товарищество русско-французских заводов резинового, гуттаперчевого и телеграфного производств „Проводник“», эвакуированное из Риги под угрозой немецкой оккупации, заказало архитектору Г. П. Евланову проект заводского здания в неоготическом стиле. В 1915 году акционерное общество приобрело заболоченный участок в районе впадения реки Хапиловки в Яузу рядом с Генеральной (ныне Электрозаводской) улицей, где в том же году была начата постройка здания завода.

Завод был задуман как готический замок с окнами-розами и высокими башнями по образцу средневековых ратуш, но грянула революция и проект был реализован в упрощённом виде, без сложных готических украшений. Достраивал здание архитектор Г. С. Шиханов <…>.

В 1921 году было создано Московское объединение фабрик электроламп (МОФЭЛ). На заводе «Проводник» приступили к восстановлению производства, остановленному в годы революции; «открылись химическая, электроиспытательная и производственная лаборатории, организованы технический отдел и конструкторское бюро».
По решению Государственного электротехнического треста, принятому в конце 1925 года, на территории бывшего акционерного общества «Проводник» был создан Московский электрозавод, в целях обеспечения выполнения плана ГОЭЛРО; сюда должны быть переведены все московские ламповые производства.
В 1926 году здание завода было окончательно достроено; «сначала в нём разместился завод „Металлист“, затем „Прожектор“».

Изысканные, по тем временам уже чуждые детали, задуманные Георгием Евлановым, в жизнь воплотить было не суждено.
Здание теперь достраивал другой архитектор по фамилии Шиханов, которому удалось сохранить грандиозность замыслов предшественника благодаря внушительного вида перспективным порталам проходных, высоким башням при въезде, внутренним дворам, смахивающим на трансепты католических храмов с массивными контрфорсами.

В 1927 году была решена проблема получения вольфрамовой проволоки (так называемый «вольфрамовый вопрос»).
2 января 1928 года заводу было присвоено официальное название «Электрозавод». 4 ноября 1928 года состоялся официальный пуск Московского электрозавода при участии председателя ВСНХ В. В. Куйбышева. Его первым «красным директором» стал Н. А. Булганин — председатель Государственного электротехнического треста ВСНХ СССР.
В 1929 году на заводе разработан победит. В том же году на завод приезжал В. В. Маяковский, создавший впоследствии «Марш ударных бригад», опубликованный в заводской многотиражке.
3 октября 1930 года завод первым среди промышленных предприятий СССР награждён орденом Ленина № 2 — за шефство над совхозом. Вручение ордена состоялось в июне 1931 года.
27 июля 1931 года завод посетил Бернард Шоу, писатель беседовал с рабочими и отдельно — с литкружковцами.
В 1932 году из состава Электрозавода выделен Московский прожекторный завод, в 1935 году переведённый на новую территорию на шоссе Энтузиастов.
В 1932 году на заводе получен металлический тантал. В 1933 году начато мелкосерийное опытное производство газоразрядных натриевых ламп низкого давления и ртутных ламп. В 1937 году изготовлены 3,7- и 5-киловаттные лампы для освещения рубиновых звёзд Московского Кремля.
В 1939 году по решению СНК СССР Московский электрозавод преобразован в Московский электроламповый завод (МЭЛЗ). В отдельные предприятия (на территории завода) выведены:
- Завод автотракторного электрооборудования (АТЭ-1);
- Московский трансформаторный завод (ныне ОАО ХК «Электрозавод»).

В том же году повторно награждён орденом Ленина (№ 99).
В 1940 году завод экспортировал в Великобританию 5 миллионов электроламп.
2 июля 1941 года преимущественно из работников МЭЛЗ сформирована 2-я дивизия народного ополчения Сталинского района города Москвы. В том же году созданы цеха боеприпасов и радиоламп. Начался выпуск электронно-лучевых трубок для радиолокаторов.

В 1942 году завод начал выпуск радиоламп. В 43-м был начат выпуск электронных приборов для нужд обороны, для этого требовались новое высокопроизводительное оборудование, своя машиностроительная база — так был создан машиностроительный цех, выпускавший сложные станки. Новое пополнение прибыло из блокадного Ленинграда — инженеры, технологи, мастера.
Они вместе со специалистами МЭЛЗ создавали опытное производство специальных генераторных ламп, предназначенных для передатчиков радиолокационных станций, обнаруживающих приближение самолётов противника на расстоянии нескольких сотен километров. Впоследствии производство генераторных ламп стало основой для создания нового отдела — электронно-лучевых трубок.

В 1948 году на заводе выпущен первый телевизионный кинескоп; начато промышленное производство первых в СССР люминесцентных ламп типа ТБС, БС, ХБС, ДС.
В 1956 году начато производство двухэлектродных ртутных ламп типа ДРЛ.
В 1957 году предприятие награждено орденом Трудового Красного Знамени, в связи с 50-летием.
В 1958 году был выпущен первый советский цветной масочный кинескоп 53ЛК3Ц.
В 1965 году на заводе была произведена реконструкция, производственные мощности увеличились более чем вдвое; к зданию завода были надстроены два этажа. Завод получил новое, более точно отражавшее характер продукции название — Московский завод электровакуумных приборов (МЗЭВП). Своё старое название (МЭЛЗ) завод передал созданному объединению, в котором он стал головным предприятием.
В 1969 году был начат серийный выпуск цветных кинескопов. В 1970 году на международной выставке во Франции телевизор Электроника ВЛ-100 был признан моделью года.
В 1974 году на заводе было освоено производство систем ракетного наведения; в 1977 году — начато серийное производство электронно-оптических преобразователей; модернизировано производство ламп ДРЛ.
В 1977 году — предприятие награждено орденом Октябрьской революции за производственные достижения и в связи с 70-летием.

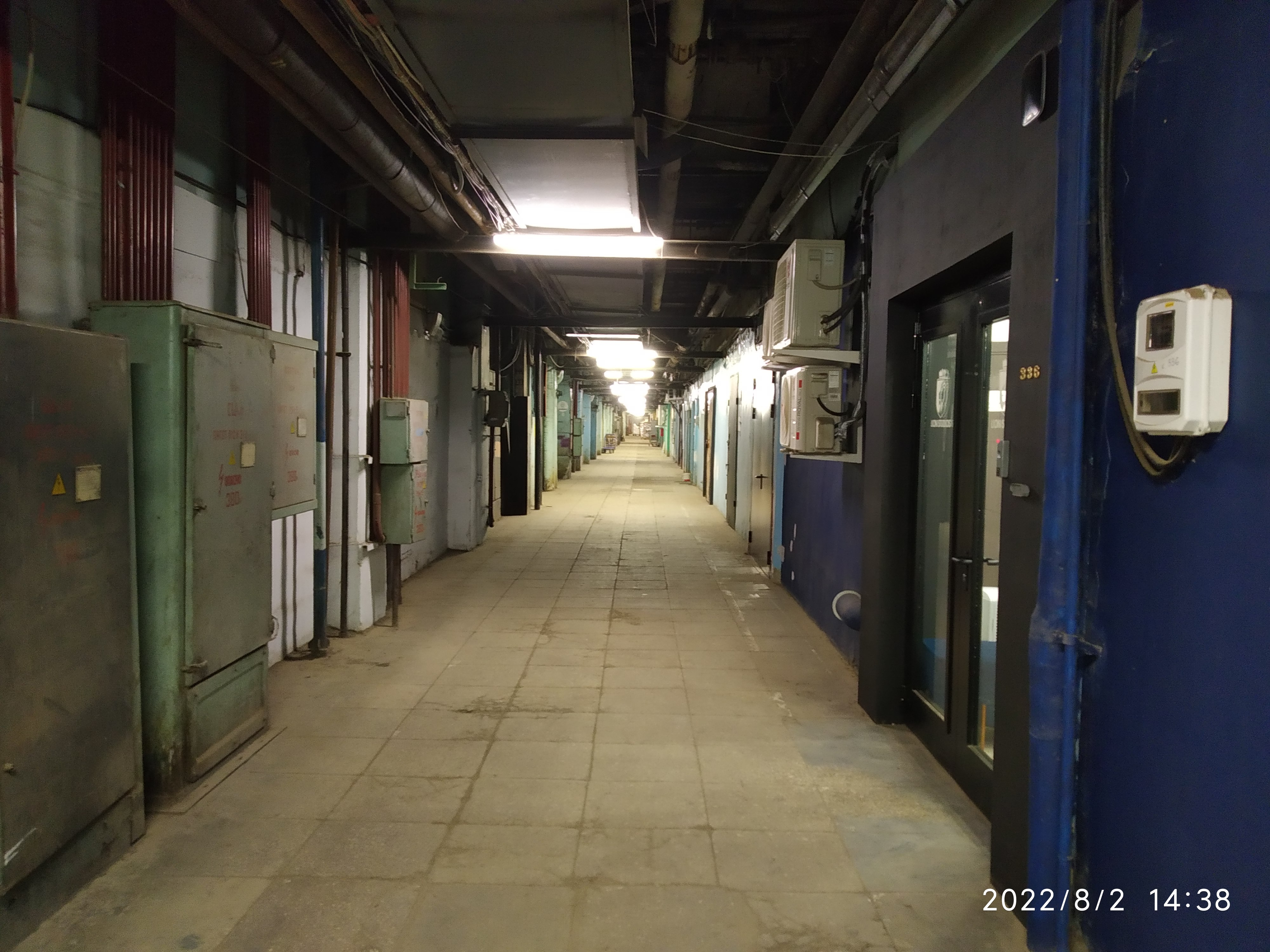
Коридор завода

В 1978 году был начат выпуск малогабаритных цветных телевизоров Электроника Ц-401; в 1979 году — запущено опытное производство оптических квантовых генераторов.

Рабочие трансформаторного отдела Электрозавода 4 ноября 1978 года в день 50-летия родного предприятия замуровали в кирпичной стене капсулу с обращением к электрозаводцам будущего. Вскрыть ее завещали 4 ноября 2028-го.

К 1980 году продукция завода экспортировалась более чем в 30 стран; к 1990 году количество выпускаемых кинескопов достигло 5 млн штук в год.
В 1994 году завод был реобразован в открытое акционерное общество «МЭЛЗ» (приватизация госпредприятия МЭЛЗ — от 07.09.1994).
В 1995 году была выпущена опытно-промышленная партия натриевых ламп ДНаС-210; в 1996 году — организовано производство стеклотары; в 1999 году — выпущена первая опытная партия натриевых ламп высокого давления ДНаТ-250 для наружного освещения на основе комплектующих из Китая; совместно с ОКБ «МЭЛЗ» начато производство энергосберегающих компактных люминесцентных ламп СКЛЭН-11 на 15 и 20 Вт с цоколем Е-27.
В 2007 году на базе имущества ОАО «МЭЛЗ» созданы предприятия ООО «МЭЛЗ-ЭВП» и ООО «МЭЛЗ-ФЭУ». Производственное оборудование перенесено в Зеленоград на территорию бывшего завода «Элма». Основной товарной номенклатурой данных предприятий являлись, соответственно, — электронно-оптические преобразователи и фотоэлектронные умножители.
3 октября 2008 года ОАО «МЭЛЗ» ликвидировано и исключено из ЕГРЮЛ. Здание завода в 2009 году передано на баланс ОАО «Холдинговая компания „Электрозавод“».
В августе 2012 года недвижимое имущество ликвидированного завода МЭЛЗ включено в состав научно-производственного кластера НПО «Пульсар» в Москве. В кластер объединены предприятия холдинга «Росэлектроника» — государственный завод «Пульсар», предприятие «Оптрон», ОКБ «МЭЛЗ» и Центральное конструкторское бюро спецрадиоматериалов. В составе кластера на завод был возложен серийный выпуск кремниевых СВЧ-электроники, модулей и комплексированных систем, энергоэффективных светодиодных осветительных устройств, компонентов телекоммуникационного оборудования, а также оборудования для интеллектуального управления энергозатратами в жилищно-коммунальном хозяйстве и промышленности.
С 2000-х годов помещения в здании сдаются в аренду; здесь находится ряд офисов, складов, студий, мастерских и др.
8 февраля 2025 года в здании произошел пожар.

## Руководители
- Н. А. Булганин
- Г. М. Цветков
- Р. А. Нилендер
- В. И. Виноградов
- Ю. П. Потёмкин
- В. Г. Лапшин
- С. Н. Поливин
- Д. М. Гордица
- П. В. Калабухов
- Г. П. Никольский